# Trichophorum cespitosum
Espèce
Trichophorum cespitosum (du grec ancien trikhos, «cheveu», et phorós, «porter», en référence à la finesse des brins végétaux surplombant ses inflorescences), le scirpe cespiteux, trichophore cespiteux ou encore souchet cespiteux, est une espèce de plante herbacée vivace de la famille des Cyperaceae.

## Description
Les tiges atteignant 35 cm sont arrondies, sillonnées, sans feuilles sauf une seule, en ruban, courte, près de la base. L'épillet est unique, plus ou moins ovoïde, en haut de la tige, avec des écailles jaunâtres à brunes. Les fruits sont ternes, grisâtres à jaunâtres entourés par 4-6 soies qui les dépassent un peu. La floraison a lieu en mai-juin. 

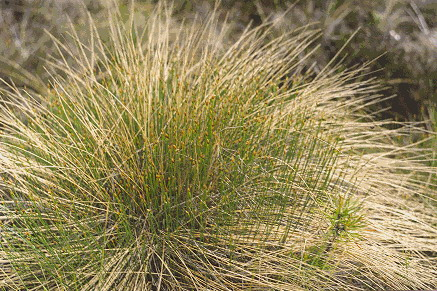
Touradon de T. cespitosum

Au fil des années, l'accumulation des feuilles sèches mène à la formation de touradons, mottes arrondies surélevées par rapport au niveau du sol.

## Répartition et habitat
Le trichophore cespiteux vit dans les tourbières et les marais en terrain acide.

## Liste des sous-espèces
Selon World Checklist of Selected Plant Families (WCSP) (23 mai 2012) :
- Trichophorum cespitosum subsp. cespitosum
- Trichophorum cespitosum subsp. germanicum (Palla) Hegi
- Trichophorum cespitosum nothosubsp. foersteri Swan